# O. Henry

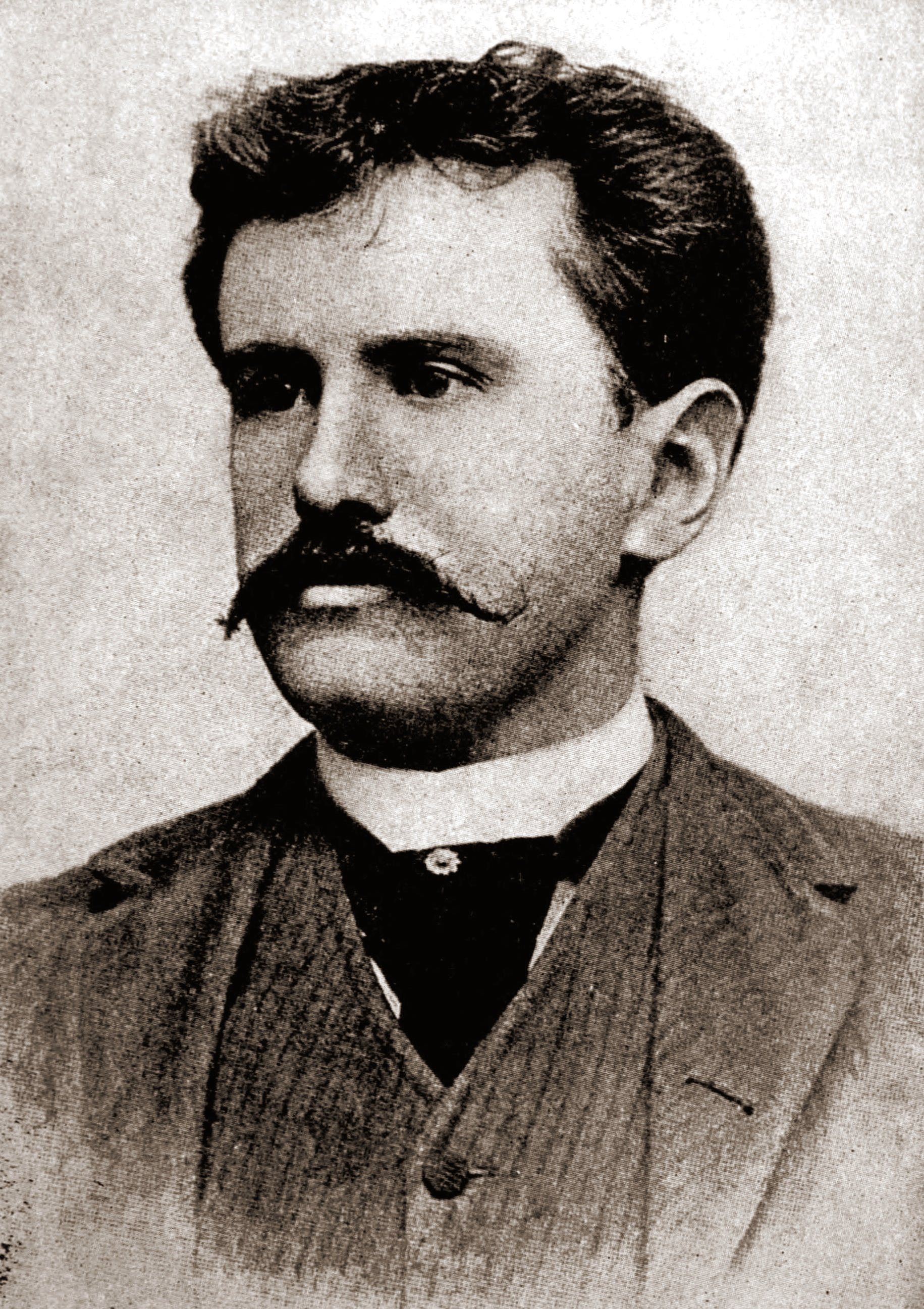
O. Henry

O. Henry (eigentlich William Sydney Porter; * 11. September 1862 in Greensboro, North Carolina; † 5. Juni 1910 in New York City) war ein US-amerikanischer Schriftsteller. Er prägte die literarische Gattung der Kurzgeschichte in der Zeit um 1900.

## Leben
William Sydney Porter wurde als Sohn eines Arztes geboren. Seit seinem 16. Lebensjahr war er in verschiedenen Anstellungen tätig (Verkäufer, Cowboy, Bankangestellter). Der Unterschlagung für schuldig befunden, flüchtete er nach Honduras, kam aber wegen der Krankheit seiner Gattin wieder zurück und saß eine mehrjährige Haftstrafe im Staatsgefängnis von Ohio ab. Am 24. Juli 1901 wurde er entlassen, trat eine Stelle als Journalist der Houston Post an und gehörte bald zu den bestbezahlten Schriftstellern der USA.
Sein Pseudonym „O. Henry“ fand er 1899 in einem Arzneimittelhandbuch, als er sich im Staatsgefängnis von Ohio zum Apothekergehilfen weiterbildete.

## Künstlerisches Schaffen
In seinem 1904 publizierten Werk Kohlköpfe und Caballeros, das in der fiktiven zentralamerikanischen Republik Anchura spielt, deren reales Vorbild Honduras ist, prägte O. Henry den Begriff der Bananenrepublik.
Die wichtigste Sammlung seiner New Yorker Erzählungen erschien 1906 unter dem Titel The Four Million („Die vier Millionen“). Mit vier Millionen ist die Bevölkerung New Yorks gemeint, womit er sich gegen die Anschauung stellte, nur die oberste Gesellschaftsschicht sei für die Literatur von Interesse. Viele Geschichten O. Henrys wurden verfilmt und werden nach wie vor publiziert.
Sie spielen in einem düsteren Milieu. Die Helden leben am Rand des Existenzminimums und werden am Beginn der Handlung zusätzlich mit verzweifelten Situationen konfrontiert. In der Schlusspointe führte Henry die Geschichten fast immer einer glücklichen Lösung zu. Den kleinen Ladenmädchen, den heruntergekommenen Künstlern, die O. Henry sorgfältig und mit einer gewissen sentimentalen Heiterkeit zeichnete, galt die Sympathie des Autors.
Daneben schrieb O. Henry auch Kurzgeschichten, die vom Leben im Wilden Westen erzählen. In The Caballero's Way trat erstmals die fiktive Figur des Cisco Kid auf, der später zu einer populären Figur in zahlreichen Filmen, einer Fernsehserie und in Comics wurde.
O. Henry beherrschte die Gattung der short story seiner Zeit perfekt, nicht selten parodierte und kommentierte er sie. Obwohl er oft mit der trivialisierten short story seiner Zeit identifiziert und deshalb heftig angegriffen wurde, war er auch ein Wegbereiter der modernen Kurzprosa eines Sherwood Anderson oder Ernest Hemingway.
Die überraschenden Wendungen in mehreren Werken begründeten seinen Ruf als Meister des literarischen Twists, so etwa in der Doppelpointe seiner berühmten Weihnachtsgeschichte The Gift of the Magi.

## O.-Henry-Preis
Der O.-Henry-Preis ist ein seit 1919 jährlich vergebener Literaturpreis für englischsprachige Kurzgeschichten.

## Werke (Auswahl auf Deutsch)
- Bluff. Kurzgeschichten. Übersetzt von Paul Baudisch. Kiepenheuer, Potsdam 1926
- Narren des Glücks. Roman (= Cabbages and Kings). Übersetzt von Lina Horn und Ruth Haemmerling. Hess, Berlin-Dahlem 1953
  - Neu übersetzt als: Kohlköpfe und Caballeros. Aus dem Amerikanischen von Günter Löffler. Neues Leben, Berlin 1979
- Hinter der grünen Tür. Erzählungen. Aus dem Amerikanischen von Karin Rupe. List, München 1955
- Das Lösegeld des Roten Häuptlings und andere amerikanische Erzählungen. Kinderbuchverlag Berlin (Ost), 1957. Übersetzt von Ingeborg Gronke
- Unschuldsengel vom Broadway. Erzählungen. Aus dem Amerikanischen übersetzt von Christine Hoeppener. Rütten & Loening, Berlin 1961
- Frühling à la carte. 12 stories, ausgewählt und übersetzt von Siegfried Schmitz. Nymphenburger, München 1961
- Die Stimme der Stadt. Kurzgeschichten. Reclam, Leipzig 1962; 7. A. 1988, ISBN 3-379-00367-0
- Rollende Steine setzen kein Moos an. Stories. Übersetzt von Thomas Eichstätt. List, München 1966 (= Die Bücher der Neunzehn, Band 143)
- Das Geschenk der Weisen. Übersetzt von Theo Schumacher, illustriert von Lisbeth Zwerger: dtv junior, München, 18. Auflage 2009, ISBN 978-3-423-70338-3.
- Gesammelte Stories. Deutsch von Annemarie Böll, Heinrich Böll, Thomas Eichstätt, Wilhelm Höck, Theo Schumacher und Hans Wollschläger. 3 Bände, Walter, Olten 1973/74:
  - Band 1: Ruf der Posaune und andere stories, ISBN 3-530-62201-X (von Annemarie Böll übersetzt)
  - Band 2: Handel am Blackjack und andere stories, ISBN 3-530-62202-8 (von Annemarie Böll übersetzt)
  - Band 3: Nebel in Santone und andere stories, ISBN 3-530-62203-6 (von Annemarie Böll übersetzt)

- dasselbe als Taschenbuchausgabe, 6 Bände, Diogenes, Zürich 1981
  - Band 1: Die klügere Jungfrau, ISBN 3-257-20871-5
  - Band 2: Das Herz des Westens, ISBN 3-257-20872-3
  - Band 3: Der edle Gauner, ISBN 3-257-20873-1
  - Band 4: Wege des Schicksals, ISBN 3-257-20874-X
  - Band 5: Streng geschäftlich, ISBN 3-257-20875-8
  - Band 6: Rollende Steine, ISBN 3-257-20876-6
- Die besten Geschichten. Übersetzt von Alexandra Berlina. Anaconda, Köln 2022, ISBN 3-7306-1099-6

## Verfilmungen
- 1928: In Old Arizona
- 1930: Das Verbrechen von Buenas Terras (The Texan)
- 1940: Viva Cisco Kid
- 1952: Fünf Perlen
- 1958: Ferien für den Musterknaben (Le grand chef)
- 1994: Silent Love
- 1999: The Ransom of Red Chief
- 2000: By Courier